# 23228 Nandinisarma
23228 Nandinisarma este un asteroid din centura principală de asteroizi.

## Descriere
23228 Nandinisarma este un asteroid din centura principală de asteroizi. A fost descoperit pe 21 noiembrie 2000 la Socorro, New Mexico, în cadrul proiectului LINEAR. Asteroidul prezintă o orbită caracterizată de o semiaxă mare de 2,33 ua, o excentricitate de 0,08 și o înclinație de 6,2° în raport cu ecliptica.